# 維亞河
62°56′36″N 46°41′33″E / 62.94333°N 46.69250°E

維亞河是俄羅斯的河流，由阿爾漢格爾斯克州負責管轄，屬於皮涅加河的左支流，河道全長181公里，流域面積約2,710平方公里，河水主要來自雨水。